# Strangalia solitaria
Strangalia solitaria là một loài bọ cánh cứng trong họ Cerambycidae.